# Parti républicain de Vanuatu
Le Parti républicain de Vanuatu est un parti politique vanuatais. 

## Historique
Le parti fut fondé par Maxime Carlot Korman, après que celui-ci fut évincé de la tête de l'Union des partis modérés en 1996. La fondation de ce nouveau parti participa à la disparition du bipartisme qui avait caractérisé les années 1980, entre l'UPM — francophone et conservatrice — et le Vanua'aku Pati — anglophone et socialiste.
Le Parti républicain fit son entrée au Parlement lors des élections législatives de 2002, obtenant trois sièges. Il participa au gouvernement de coalition du Premier ministre Ham Lini (2004-2008), puis celui de Sato Kilman (depuis 2010),.

## Programme
Le programme du parti lors de la campagne pour les élections de 2008 s'appuya sur les points suivants : 
- économie et social : vente de tous les logements appartenant à l'État ; mise en place de centres publics de formation dans chaque province ; création d'un comité d'arbitrage des salaires ; contrôle des prix ; création d'une banque agricole ; garantie de l'accès à l'eau ; amélioration des pistes d'atterrissage et construction de quais sur chaque île pour faciliter le commerce ;
- éducation : accroissement du nombre d'écoles du secondaire, et d'écoles accessibles aux enfants handicapés ; fusion du ministère de la Jeunesse et des Sports avec celui de l'Éducation ;
- santé : création de nouveaux centres de soins ; gratuité des soins de santé ;
- environnement : prise en compte du changement climatique ; création de nouvelles zones de conservation ;
- décentralisation : transfert de pouvoirs, notamment budgétaires, des autorités provinciales aux autorités plus locales ;
- politique étrangère : diversification des relations diplomatiques, et ouverture notamment de relations avec des pays du Moyen-Orient ;
- institutions : faire du Malvatumari (conseil des chefs) un « Sénat coutumier » ; financement public pour tous les chefs, ainsi que pour le Conseil chrétien du Vanuatu.

## Représentation au Parlement
| Élection | Sièges |
| -------- | ------ |
| 2002     | 3 / 52 |
| 2004     | 4 / 52 |
| 2008     | 7 / 52 |
| 2012     | 1 / 52 |
| 2016     | 0 / 52 |
| 2020     | 0 / 52 |